# San Bernardino Chalchihuapan
San Bernardino Chalchihuapan es una localidad y junta auxiliar perteneciente al municipio de Ocoyucan, en el estado mexicano de Puebla.

## Geografía
Chalchihuapan se localiza al norte de su municipio, 5 km al oeste de Santa Clara Ocoyucan, la cabecera municipal. Se encuentra bordeado por tres de sus costados por las paredes de un antiguo domo volcánico, hoy considerado como los cerros Xitlala (2380 m s. n. m.) —que alberga antenas de microondas y es sede de una asociación de parapente—, Cuautenca (2380 m s. n. m.) —desde donde una iglesia domina sobre el valle de Puebla-Tlaxcala— y La Alcantarilla (2320 m s. n. m.).
Cuenta con un clima templado por altitud, de invierno seco y verano lluvioso. Su ubicación en el barlovento concentra la precipitación, que alcanza los 1000 mm anuales, mientras que la temperatura media anual es de 16 °C.
cuenta con acceso a la educación, ya que se ubican un preescolar, dos primarias de turno matunino y una primaria de turno vespertino, una secundaria y una telesecundaria, y un bachiller.

## Actividades económicas
Las principales actividades económicas son la jarciería, la crianza de aves de corral y la agricultura, siendo sus principales cultivos el maíz y el frijol.

## Protestas de 2014
El 9 de julio de 2014, Chalchihuapan se convirtió en noticia internacional al registrarse un enfrentamiento entre los habitantes y los policías granaderos en la autopista Puebla-Atlixco. La carretera fue bloqueada por los habitantes de la localidad en protesta por la reciente pérdida de autonomía de las juntas auxiliares en el estado de Puebla, dejando varias responsabilidades en manos de los ayuntamientos. Debido a que los habitantes no quisieron atender los últimatums de los uniformados, estos desalojaron violentamente la autopista.
El enfrentamiento dejó un saldo de varios policías heridos y un menor de la comunidad lesionado de gravedad. El menor falleció posteriormente. Presuntamente pudo haber sido dañado, según los policías, por un cohetón de los mismos manifestantes; o bien por una bala de goma según los protestantes.